# Athpariya jezik
Athpariya jezik (arthare, arthare-khesang, ath paharia rai, athapre, athpare, athpre, jamindar rai; ISO 639-3: aph), jezik istočnokirantske skupine himalajskih jezika, kojim govori 2 000 ljudi (1995 K. Ebert) u nepalskom distriktu Dhankuta.
Pripadnici etničke grupe zovu se Ath Pahariya Rai ili Athpare Rai unutar kojih postoje jezične razlike.

## Vanjske poveznice
- Ethnologue (14th)
- Ethnologue (15th)